# Mani Curi (tribú de la plebs 199 aC)
Mani Curi (en llatí Manius Curius) va ser un magistrat romà. Formava part de la gens Cúria, una família romana d'origen plebeu.
Era probablement net de Mani Curi Dentat, cònsol l'any 290 aC. Va ser elegit tribú de la plebs el 199 aC. Junt amb el seu col·lega Marc Fulvi es va oposar a Tit Quint Flaminí I, que havia presentat la seva candidatura al consolat sense haver exèrcit les magistratures intermèdies entre qüestor i cònsol, però finalment es van haver de sotmetre a la voluntat del senat.